# Leucania modesta
Leucania modesta är en fjärilsart som beskrevs av Moore 1881. Leucania modesta ingår i släktet Leucania och familjen nattflyn. Inga underarter finns listade i Catalogue of Life.